# Шиуков, Алексей Владимирович
Алексей Владимирович Шиуков (3 марта 1893 года, Тифлис — 9 декабря 1985 года, Москва) — грузинский и советский планерист, авиаконструктор, военный лётчик и военачальник, один из создателей гражданской авиации СССР.

## Биография

### Молодые годы
Родился Алексей Шиуков (по-грузински Шиукашвили) в 1893 году в Тифлисе. Его отец был грамотным человеком, юристом и постарался дать сыну хорошее образование. Он сочувствовал РСДРП и в их доме проводились собрания большевиков, поэтому ещё в детстве Алеша узнал революционеров Закавказья — Джугашвили, Орджоникидзе, Махарадзе.
Гимназистом был принят в Кавказский воздухоплавательный кружок, поскольку к этому времени уже активно увлекался конструированием планеров и мускульных летательных аппаратов. 5 мая 1908 год в Тифлисе совершил первый в России документально засвидетельствованный свободный полёт на планёре собственной конструкции, который являлся балансирным и был построен кустарным способом. В течение 1908 года совершил ещё 14 полетов на своем планере, непрерывно совершенствуя его конструкцию. В начале 1912 года Алексей Владимирович разработал и построил сперва планёр, а потом самолёт оригинальной конструкции, названный им «уткой». В нём он применил трехколесное шасси с убирающимся передним колесом. Продолжением моноплана «Canard» (по-французски «утка») стал моноплан «Canard-1бис», который строился руками самого конструктора в 1912—1914 годах, и на котором Шиуков затем совершил свыше трёх десятков полётов. В 1913 году, после учёбы на платной основе в Одесском аэроклубе, он получил диплом пилота.

### Мировая война
18 августа 1914 года, в связи со вступлением Российской империи в Первую мировую войну, подал на имя императорского наместника на Кавказе прошение с просьбой направить его на фронт в качестве авиатора-разведчика, летающего на собственном аэроплане «Canard-1бис». Был зачислен авиатором-разведчиком Батумской крепости в статусе вольноопределяющийся, в чине рядовой. 15 сентября 1914 года получил предписание о направлении на учёбу в Гатчинскую авиационную школу, а с 28 сентября 1914 года стал её юнкером. По выпуску в 1915 году удостоен звания военный лётчик с правом пилотирования самолёта «Вуазен» с присвоением военного звания старший унтер-офицер и одновременным назначением инструктором при данной школе.
11 октября 1915 года на основании изданного ранее приказа по авиации действующей армии убыл в Московскую авиационную школу для переучивания на самолёт «Моран-Парасоль». По выпуску 13 января 1916 года направлен на должность лётчика в 3-й корпусной авиационный отряд войск Юго-Западного фронта, где в свою очередь с 19 января 1916 года последовательно — лётчик самолёта-разведчика «Моран-Парасоль» из боевого состава 7-го авиационного дивизиона и лётчик самолёта «Ньюпор-12» из боевого состава 2-й истребительной группы. И в данном качестве «за проявленные подвиги, мужество и храбрость» сначала был удостоен Георгиевских крестов 3-й и 4-й степени и Георгиевской медали 3-й и 4-й степени, а 26 июня 1916 года — офицерского чина «прапорщик». Уже как офицер, вырос до звания поручика (чин присвоен в октябре 1917 года) и стал кавалером четырёх орденов — Святого Георгия 4-й степени, Святой Анны 3-й и 4-й степени и Святого Станислава 3-й степени. На германском фронте совершил 204 боевых вылета, проведя в воздухе в общей сложности 277 часов, участвовал в 27 воздушных боях, где 27 июня 1916 года лично сбил немецкий разведчик «LFG Roland». Побывал в 2-х авариях (1914 год и 1917 год) — в результате получил сотрясение мозга, были сломаны 2 ребра и появилось 7 трещин в костях ног.

### Красная армия
В январе 1918 года получил назначение на должность помощника инспектора авиации Западного фронта, обязанности которого выполнял Василий Юнгмейстер. Вместе они он организовали эшелон для эвакуации из Белоруссии самолётов и авиационного имущества Западного фронта в Москву. После того, как эшелон прибыл в Москву, самолёты и имущество были сданы командованию Красной армии, но один вагон из эшелона остался в их распоряжении, на что железнодорожники пожаловались в оперативный отдел штаба Красной армии в Москве. Вызванные для разбирательства, два поручика в офицерской форме, поношенных летных куртках и фуражках с лётными эмблемами, привлекали к себе внимание в здании штаба во время своих поисков начальника воинских перевозок. Заметил их и В. И. Ленин, который в тот день провёл очередное совещания в штабе Красной армии. Ленин подошёл к лётчикам, те представились, затем спросил, по какому вопросу они здесь. Юнгмейстер сперва замялся, затем рассказал историю с вагоном. Выслушав, Ленин потребовал немедленно вернуть вагон, затем пригласил лётчиков к себе и поспросил рассказать, кратко и самое существенное, о состоянии авиации на фронте, настроениях летно-технического состава и его отношении к Советской власти. После рассказа, в котором Ленину понравилось, что «даже ломаного самолёта, Владимир Ильич, не оставили немцам», и с этого дня, Юнгмейстер и Шиуков стали часто бывать в оперативном отделе штаба Красной армии
С 29 мая 1918 года в связи с расформированием Управления инспектора авиации Западного фронта переведён в Окружную коллегию по управлению Воздушным флотом Московского военного округа, с назначением с 27 апреля 1918 года («задним числом») начальником Оперативно-строевого отдела Коллегии по Воздушному флоту МВО. Разработал положение о создании Полевого управления авиацией и управлений авиации фронтов и армий как органов единого управления всеми авиационными и воздухоплавательными формированиями в условиях Гражданской войны. Документ вступил в силу в сентябре 1918 года. С 24 августа 1918 года — начальник штаба при главном комиссаре Северного и Восточного фронтов Главного управления воздушного флота РСФСР. С 20 сентября 1918 года — помощник начальника Воздушного флота Действующей армии (Авиадарма). С 17 октября 1918 года — начальник Воздушного флота Восточного фронта. С 26 августа 1919 года — начальник авиации и воздухоплавания Туркестанского фронта, но уже 30 августа 1919 года был возвращён на пост начальника Воздухфлота Восточного фронта. С 26 октября 1919 года по личной просьбе освобождён от должности начальника Воздухфлота Восточного фронта. С 9 ноября 1919 года — Врид начальника авиации по обороне города Москва. Тогда впервые подал заявление о вступлении в партию большевиков, но Л. Д. Троцкий выступил резко против, обозвав Шиукова редиской: «Снаружи он красный, а внутри белый». С 6 января 1920 года прикомандирован к Полевому управлению Воздушным флотом Республики как заместитель помощника начальника по строевой части. С 19 февраля 1920 года — старший инспектор, затем начальник Научного и по техническим расчётам отдела Главного управления Воздушного флота РСФСР, а с 1 мая 1920 года — начальник Расчётно-испытательного отдела — старший инженер отдела Главного управления Воздушного флота РСФСР. С 23 сентября 1921 года (приказ о назначении 29 сентября 1921 года) — командир авиационного дивизиона Грузинской ССР, с 12 ноября 1921 года — начальник Воздушного флота Грузинской ССР, а с 23 декабря 1921 года — начальник Воздушного флота Отдельной Кавказской армии и одновременно — ЗСФСР.

### Закавиа
В конце марта 1923 года в Тифлисе газета «Заря Востока» информировала: "28 марта под председательством Предзакцика (председателя Закавказского центрального исполнительного комитета) состоялось многолюдное учредительное собрание акционеров общества «Гражданская авиация в Закавказье», на котором присутствовали представители Красной Армии и воздушного флота, наркоматов и хозорганов. По докладу председателя инициативного бюро т. Шиукова собрание, одобрив бюро, постановило «приступить к организации акционерного общества с привлечением к участию в нём не только советских учреждений и организаций, но и частного капитала». 10 мая 1923 года утвердили Устав АО «Закавиа» с основным капиталом в 1 млн червонцев.
Общество было организовано, однако самолётов у него не было. Но пришёл на помощь ещё организационно не оформленный (это будет только 1 декабря 1923 года) Аздобролёт, Юнкерс Ю-13 для которого купило «Муганское мелиорационное строительство» у Общества воздушных сообщений Юнкерс-Дессау, когда этот самолёт возвращался из пробного рейса Москва-Тегеран. И, как вспоминал в 1938 году Алексей Владимирович Шиуков, 6 августа 1923 года состоялся рейс из Баку в Тифлис с высокопоставленными пассажирами: «В 6 часов утра из Баку в Тифлис вылетел „Юнкерс“, приобретённый правительством Азербайджана, взяв с собой пассажиром члена ЦК РКП тов. Кирова и председателя Закчека тов. Могилевского. В 10 1/2 часов утра „Юнкерс“ спустился на Тифлисский аэродром, покрыв перелёт Баку — Тифлис в 4 1/2 часа. Полёту мешала ветреная погода. Во вторник 7-го августа в 6 ч. утра „Юнкерс“ вылетел обратно в Баку». И далее, весь оставшийся 1923 год, Закавиа, за неимением самолётов, полёты не выполняло, а занималось исключительно сбором средств, выпустив для этого свои акции. По маршруту Баку-Тифлис в 1923 году летал Аздобролёт, о чём он сообщал в справочнике «Весь Азербайджан» на 1924 год: «Общество имеет один самолет „Юнкерс“, который вылетает по вторникам еженедельно из Тифлиса в Баку, а по средам из Баку. Билет стоит 6 червонцев при 12 фунт. бвгажа. За каждое лишнее кило взимается по 2 червон. рубля.» Спустя несколько дней после первого рейса прибыл заказанный Аздобролётом у Junkers Flugzeugwerke новый Юнкерс Ю-13, который также начал выполнять нерегулярные рейсы в Тифлис и в другие пункты Закавказья — в основном в уездные центры Азербайджана. Как сказано в справочнике, планировалось начать регулярное сообщение между Баку и Тифлисом. Однако вышло правительственное решение об объединении Аздобролёта с Закавиа, куда в январе 1924 года были переданы самолёты азербайджанского авиапредприятия. У Добролёта в ноябре 1923 года самой Закавиа был приобретен ещё один Юнкерс Ю-13.
3 января 1924 года из Тифлиса в Баку состоялся первый пробный полёт Закавиа, а 8 января по 485-километровому маршруту начались регулярные почтово-пассажирские рейсы. Сервис пользовался спросом, правда, до 19 июня полноценную регулярность наладить не удалось, но затем до конца сентября выполнялось по два рейса еженедельно. В 1924 году на регулярных рейсах было перевезено 997 пассажиров и 8321 кг грузов. Кроме того, состоялось 133 нерегулярных полёта, которым воспользовались ещё 447 пассажиров. В 1925 году Закавиа планировала начать регулярные рейсы на черноморское побережье — в Сухум и Батум. Но этого не случилось. Первой причиной была слабая техническая база авиакомпании, а второй и главной — катастрофа Юнкерс Ю-13 под Тифлисом, которая произошла 22 марта 1925 года. В этот день самолёт выполнял служебный рейс из Тифлиса в Сухум. Он должен был доставить на съезд Советов Абхазии заместителя председателя Совнаркома ЗСФСР А. Ф. Мясникова, председателя Закавказского ГПУ С. Г. Могилевского и наркома почт и телеграфа ЗСФСР, а также председателя правления Закавиа Г. А. Атарбековова. Через 15 минут после взлёта на борту начался пожар, самолёт вошёл в крутое пике, врезался в землю и взорвался. Никто из находившихся на борту не выжил. Расследование показало, что самолёт был технически исправен, а причиной катастрофы стало неосторожное обращение пассажиров с огнём (предположительно курение в пассажирской кабине с находившимися там охотничьими боеприпасами). Столь грубое нарушение правил безопасности полётов, в котором никакой вины Шиукова, как технического директора не было, и в результате которого, вместе с другими высокопоставленными руководителями, погиб сам председатель правления авиакомпании Закавиа, не могло остаться без последствий. Авиакомпания была расформирована, два оставшихся Юнкерса переданы в 7й отдельный разведывательный авиаотряд ВВС РККА, остальное имущество и маршруты — в Укрвоздухпуть.

### После Закавиа
С 1928 года Шиуков — военнослужащий запаса с местом работы на ответственных постах в Гражданском воздушном флоте. Официальная причина увольнения с военной службы — пошатнувшееся здоровье. В 1920-е годы он чудом выжил, когда ему во время лечения в Главном военном госпитале, который тогда дислоцировался на Арбате, медики ошибочно сделали укол мышьяка. В сталинский период пережил, как минимум, один арест, несколько покушений на свою жизнь, а также насильственное водворение в стены психиатрической лечебницы. В 1940 году восстановлен на военной службе в ВВС Красной Армии в звании полковника, при этом сначала преподавал тактику в стенах Военно-авиационной академии имени Н. Е. Жуковского, а впоследствии (в том числе и по состоянию на лето 1945 года) возглавлял 1-е (обеспечение работы частей ПВО ВВС) Управление устройства тыла ВВС из структур аппарата начальника тыла ВВС Красной Армии. С 14 июня 1948 года — военный пенсионер с местом проживания в Москве.
Скончался 9 декабря 1985 года. Похоронен на Ваганьковском кладбище.

## Награды СССР
- Орден Красного Знамени: награждён Указом Президиума Верховного Совета СССР от 28 октября 1967 года в ознаменование 50-летия со дня Великой Октябрьской социалистической революции как активных участник революционных событий осени 1917 года и Гражданской войны;
- Орден Отечественной войны 1-й степени: награждён Указом Президиума Верховного Совета СССР за № 222/338 от 18 августа 1945 года с формулировкой: «За образцовое выполнение заданий Командования, подготовку и повышение квалификации лётных кадров и обеспечение действующей армии авиационным ворожением».
- Орден Отечественной войны 2-й степени: удостоен 6 ноября 1985 года как здравствующий ветеран-фронтовик;
- Два ордена Красной Звезды: 1) награждён Указом Президиума Верховного Совета СССР от 23 ноября 1942 года с формулировкой: «За образцовое выполнение заданий командования на фронте борьбы с немецкими захватчиками, проявленные при этом мужество, доблесть и выдающиеся заслуги в деле боевой подготовки частей, подготовки кадров лётно-технического состава и обеспечения действующей армии авиационным вооружением и боеприпасами» и 2) награждён Указом Президиума Верховного Совета СССР от 6 мая 1946 года — за выслугу в 15 лет;[2]

## Книги Шиукова
Как военный педагог создал ряд монографий и пособий по боевому применению авиации, истории и технике самолетостроения и одновременно (в том числе и в годы 1-й мировой войны, будучи военным лётчиком), автор многочисленных изобретений в области гражданской и военной авиации.
- Шиуков, Алексей Владимирович. Воздушный флот Японии : Историч. очерк развития и современное его состояние / Воен. летчик А. В. Шиуков ; Под ред. и с предисл. С. Далина. — Москва : Авиоизд-во, 1926. — 120 с.
- Шиуков, Алексей Владимирович. Планер и его устройство [Текст] : С 20 рис. / А. Шиуков. — Москва ; Ленинград : Гос. изд-во. Отд. воен. литературы, 1928 (М. : тип. «Красный пролетарий»). — 52 с.
- Шиуков, Алексей Владимирович. Краткий словарь авиационно-воздухоплавательных терминов [Текст] / Составил А. В. Шиуков ; Под ред. В. А. Зарзара и Ф. Ф. Новицкого. — [Москва] : Осоавиахим, 1930 (Центр. тип. НКВМ). — 47 с.
- Шиуков, Алексей Владимирович. Элементы самолета и его двигателя [Текст] / А. В. Шиуков. — Москва : Гос. авиац. и автотракт. изд-во, 1932. — 193 с.
- Шиуков, Алексей Владимирович. Основы авиации [Текст] : Допущено в качестве учеб. пособия для авиац. техникумов на 1934—1935 г. Глав. упр. учеб. заведений НКТП СССР / А. В. Шиуков. — Москва ; Ленинград : ОНТИ. Глав. ред. авиац. лит-ры, 1935 (Л. : тип. им. Евг. Соколовой). — Переплет, 364 с.
- Шиуков, Алексей Владимирович. Иллюстрированный немецко-русский словарь по авиации и воздухоплаванию [Текст] / сост. А. В. Шиуков; под ред. воен. инж. Е. Ф. Бурче. — 2-е изд., переработанное и дополненное. — Москва : ОНТИ, Глав. ред. техн. энциклопедий и словарей, 1937 (Тип. «Кр. печатник»). — 244 с.
- Шиуков, Алексей Владимирович. День авиации [Текст] / А. В. Шиуков. — 2-е перер. изд. — Москва : Редиздат ЦС Осоавиахима СССР, 1939. — 47 с.
- Шиуков, Алексей Владимирович. Война в воздухе [Текст] : Рассказы старого летчика : [Для мл. и сред. возраста] / А. Шиуков; Рис. К. Арцеулова. — Москва ; Ленинград : Изд-во детск. лит., 1939. — 71 с.